# Луїш Олівейра Гонсалвіш
Луїш Олівейра Гонсалвіш (нар. 22 червня 1960) — ангольський футбольний тренер, відомий роботою з національною збірною Анголи.

## Кар'єра тренера
Працював з молодіжною збірною Анголи, яку 2001 року привів до тріумфу на тогорічному юнацькому чемпіонаті Африки. 
Тож влітку 2003 року саме Гонсалвішу запропонували стати на чолі національної збірної Анголи. Історичним досягненням тренера стало виведення збірної Анголи до фінальної частини чемпіонату світу 2006 року. По ходу кваліфікаційного турніру ангольці програли лише одну гру, проти збірної Зімбабве і набрали 21 очко, стільки ж, скільки й збірна Нігерії, яку Ангола випередила у підсумковій турнірній таблиці завдяки перемозі в очній зустрічі, забезпечивши таким чином свою першу в історії участь у світовому футбольному форумі.
На початку 2006 року команда Гонсалвіша взяла участь у тогорічному розіграші Кубка африканських націй, де не зуміла подолати груповий турнір. Набравши однакову кількість очок з ДР Конго, вона посіла лише третє місце в групі через гіршу різницю забитих і пропущених м’ячів; для випередження ДР Конго їй забракло лише одного забитого м’яча. У складі ангольців найбільш успішно діяв нападник Амаду Флавіу, який забив три м’ячі.
А вже за півроку відбувся історичний дебют ангольців на чемпіонаті світу. На груповому етапі мундіалю супротивниками африканців по групі були збірні Португалії, Мексики та Ірану. Дисциплінована гра ангольців у захисті, на яку зробив акцент Гонсалвіш, дозволила їм лише мінімально (0:1) програти португальцям і відстояти нульову нічию проти мексиканців. Тож перед останнім туром команда Гонсалвіша зберігала шанси на вихід з групи, які утім не реалізувала, здобувши лише нічию 1:1 у грі проти Ірану, в якій, однак, нарешті забила завдяки зусиллям того ж Флавіу свій історичний перший гол у фінальних частинах чемпіонату світу. Тож груповий етап Ангола не подолала, але здобула два очки і посіла третє місце, випередивши іранців на один заліковий бал.
За два роки, у 2008, Гонсалвіш керував збірною Анголи на своєму другому Кубку африканських націй. На цьому турнірі його команда подолала груповий етап, обійшовши у турнірній таблиці збірні Сенегалу і ПАР і не зазнавши на цьому етапі жодної поразки. Проте вже на першій стадії плей-оф, у чвертьфіналі, їм протистояла збірна Єгипту, яка не без проблем (з рахунком 2:1) подолала ангольський бар'єр, а згодом здобула перемогу на цій континентальній першості.
Невдовзі після завершення КАН-2008 Гонсалвіш залишив тренерський штаб збірної.

## Титули і досягнення
- Чемпіон Африки (U-21): 2001